# Hollywood (roman)
Pour les articles homonymes, voir Hollywood.
Hollywood (titre original : Hollywood) est un roman écrit par Charles Bukowski, publié pour la première fois chez Black Sparrow Books en 1989 puis traduit en français et publié en 1991.

## Résumé
Le livre raconte, de manière romancée,  toutes les étapes de la création du film Barfly, de l'écriture du scénario à la première projection.